# Llora mostelina
La llora mostelina (Russula mustelina) és una espècie de fong de l'ordre dels russulals (Russulales). És un llora molt massissa, de carn dura, que apareix mig enterrada i rebentant el terra, de barret bru i que, en néixer, es confon fàcilment amb un cep.

## Morfologia
Bolet que massís, carnós i ferm; de mida mitjana a gran; amb barrets de fins a 15 cm de diàmetre; barret subglobós de jove, convex i deprimit d’adult; de color relativament uniforme, de bru ocraci a bru vermellós i bru avellana (color de mustela); superfície llisa, greixosa i brillant en temps humit, mat i rugulosa en temps sec; separable més enllà de la meitat del radi; marge involut fins molt tard, agut i pentinat en l’adult.
Làmines molt denses; greixoses; forcades i anastomitzades vora la cama; cremoses; es taquen de bru rovell en envellir; intervenades.
Cama robusta; de ferma a endurida; de cilíndrica a obesa; d’interior cavernós; de superfície llisa, pruïnosa a la part apical; de blanca a tacada de bru o gairebé completament bruna.

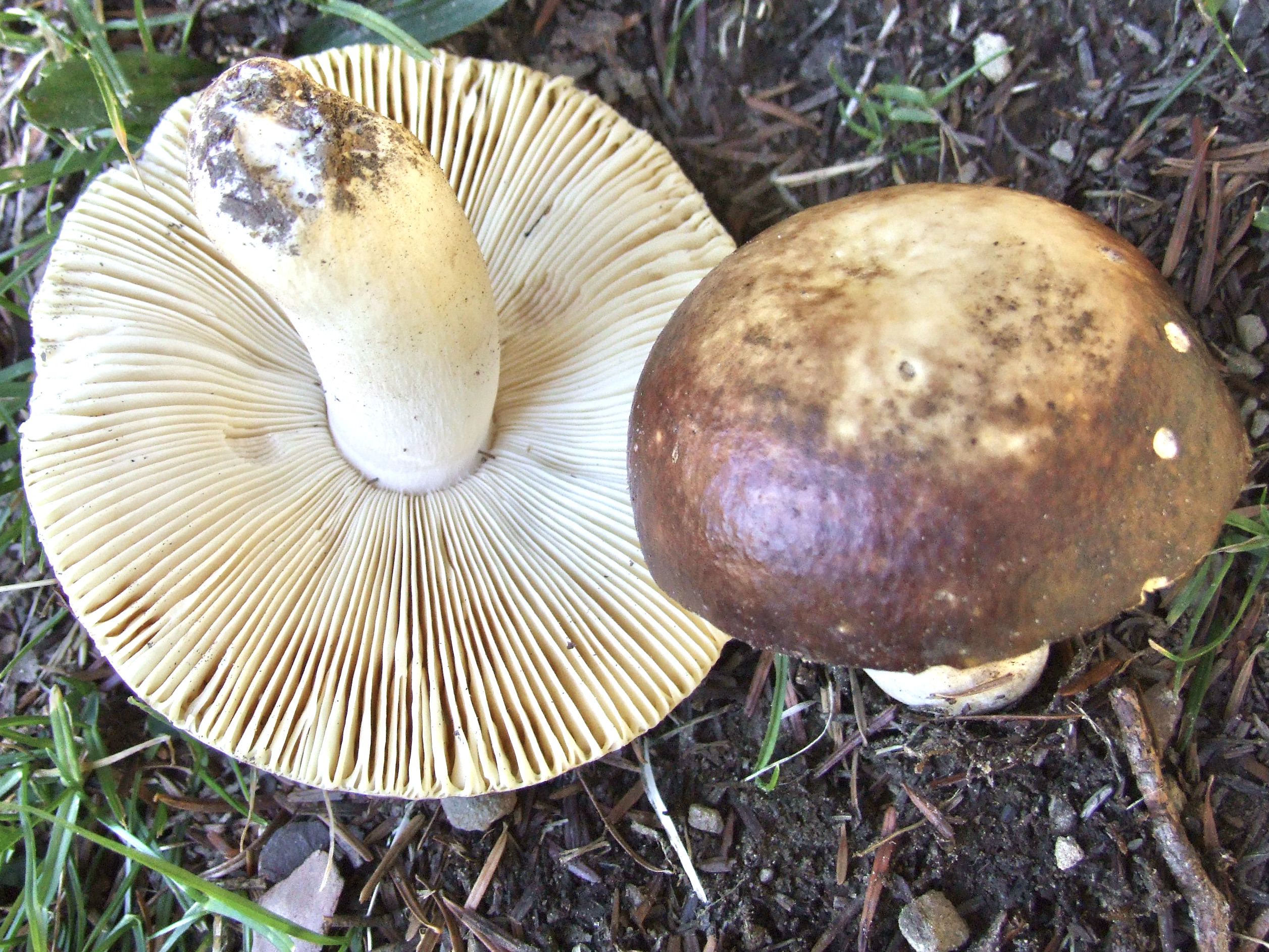
Llora mostelina (Russula mustelina)

Carn dura, compacta; blanca, engrogueix sota la cutícula; al frec embruneix, al tast dolça, d’avellana; olor de suau a inapreciable. Esporada crema.

## Hàbitat
Comú; des de finals de primavera a tardor; només en sòls àcids, pobres; pròpia de l’estatge subalpí; només sota coníferes, vora avet i pi negre.

## Observacions
Carn + Fe2+: de bru vermellós o taronja a rosa salmó; intensa.
Es pot confondre amb la vinosa de pi negre (Russula integra) que viu en ambients similars, però en aquesta darrera les làmines no són greixoses i són cremoses de joves però grogues en la maduresa i no es taquen de bru en envellir.

## Comestibilitat
Comestible excel·lent; de carn molt abundant; eliminar les cames; al forn o en cremes.